# Rue d'Italie (Aix-en-Provence)
Pour les articles homonymes, voir Rue d'Italie.
La rue d'Italie est une voie d'Aix-en-Provence, dans les Bouches-du-Rhône, en France.

## Situation et accès
Cette rue à sens unique est située entre les quartiers historiques Mazarin et Villeneuve d'Aix-en-Provence. 

## Origine du nom
La rue est nommée en l'honneur des campagnes victorieuses de l'Empereur Napoléon Bonaparte en Italie.

## Historique
La rue d'Italie peut s'enorgueillir d'être la plus ancienne de la ville (et une des plus vieilles rues urbaines de France). En effet, ce fut la première voie d'accès créée par prolongement de la Voie Aurélienne, au moment de la création de la colonie d'Aquae-Sextiae par le consul romain Sextius Calvinus, au IIe siècle avant notre ère.
Au haut Moyen Âge, elle prit le nom de "chemin de Saint-Maximin". Puis, l'église des chevaliers de Saint-Jean de Jérusalem se trouvant sur son tracé (l'actuelle église Saint-Jean de Malte), elle s'appela "chemin de Saint-Jean".
Dès le XVe siècle, le lieu étant un passage important entre l'extérieur et l'intérieur de la ville, plusieurs auberges s'y trouvaient, dont: l'Auberge de Saint-Jean, l'Auberge Saint-Eloy ou encore l'Auberge du Grand Hiver. Dans une de ces auberges fut arrêté, en 1582, le Capitaine Anselme d'Avignon, accusé de trahison envers le roi Henri III. L'accusé fut transféré à la prison du Château d'If de Marseille puis y fut étranglé par un forçat turc qu'on avait fait pénétré dans la prison pour achever la funeste commande.
Après le passage de Charles Quint en 1540 (qui tenta sans succès de prendre la ville), on fit démolir un manoir attenant à l'église Saint-Jean (ou Maison du prieur) pour y ériger des défenses. On fortifia également la tour Nord de l'église afin de renforcer le contrôle de ce passage. Plus tard, en 1671 un prieuré y fut construit par le prieur Jean-Claude Viany, en lieu et place du mur défensif; prieuré qui devint, en 1838, le célèbre Musée Granet.
À l'agrandissement de 1646 (qui vit notamment le Cours Mirabeau se percer) le chemin devint la "rue de la Porte Saint-Jean".

## Bâtiments remarquables et lieux de mémoire
Les immeubles des no 23 à 33 ont été bâtis sur l'emplacement d'un ancien Hôpital de la communauté de Saint-Jean de Jérusalem et de l'église N-D de la Pitié, construits au Moyen Âge.

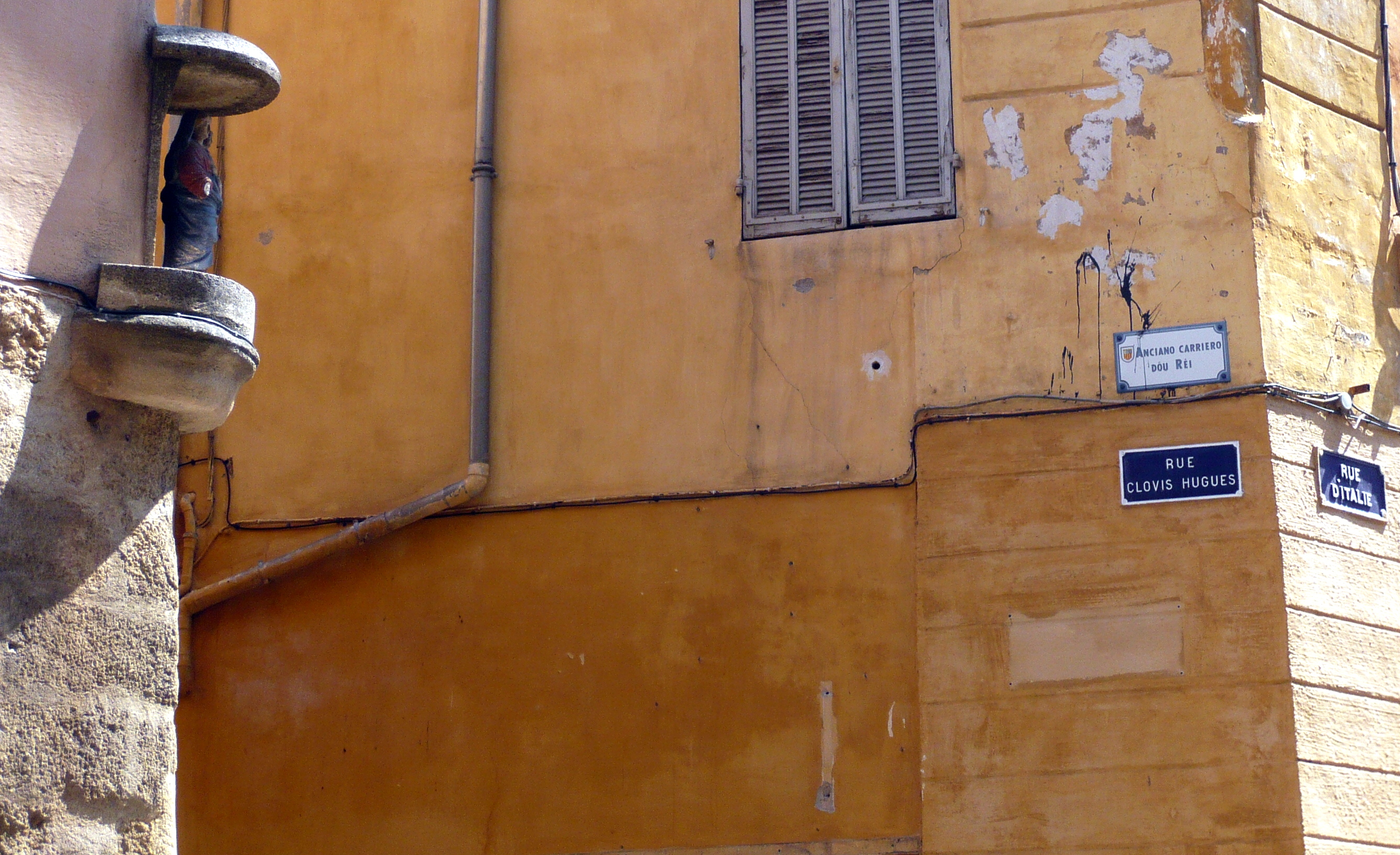
Oratoire, angle de la rue Clovis Hugues et de la rue d'Italie
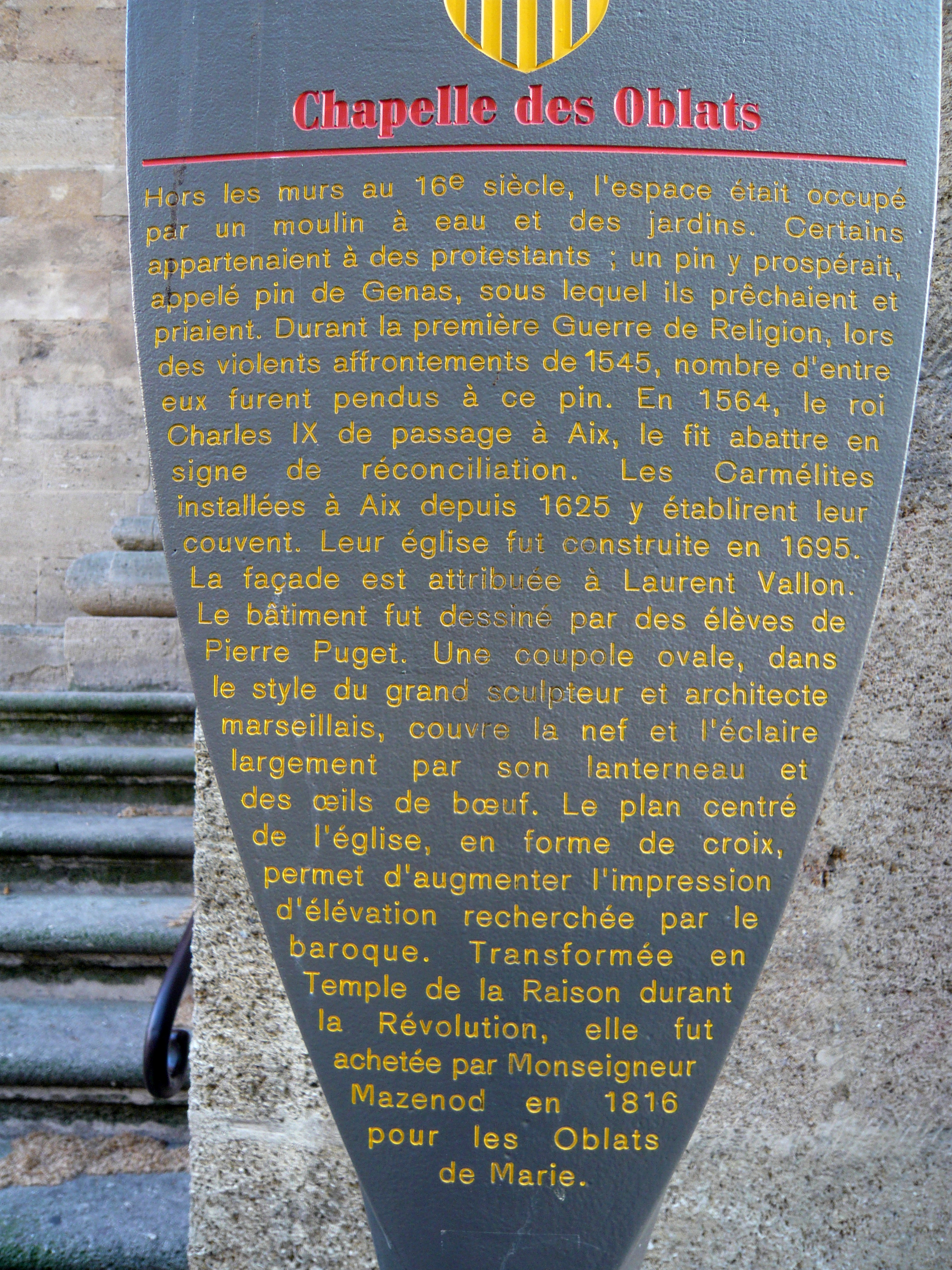
Notice historique de la Chapelle des Oblats, 2bis rue d'Italie
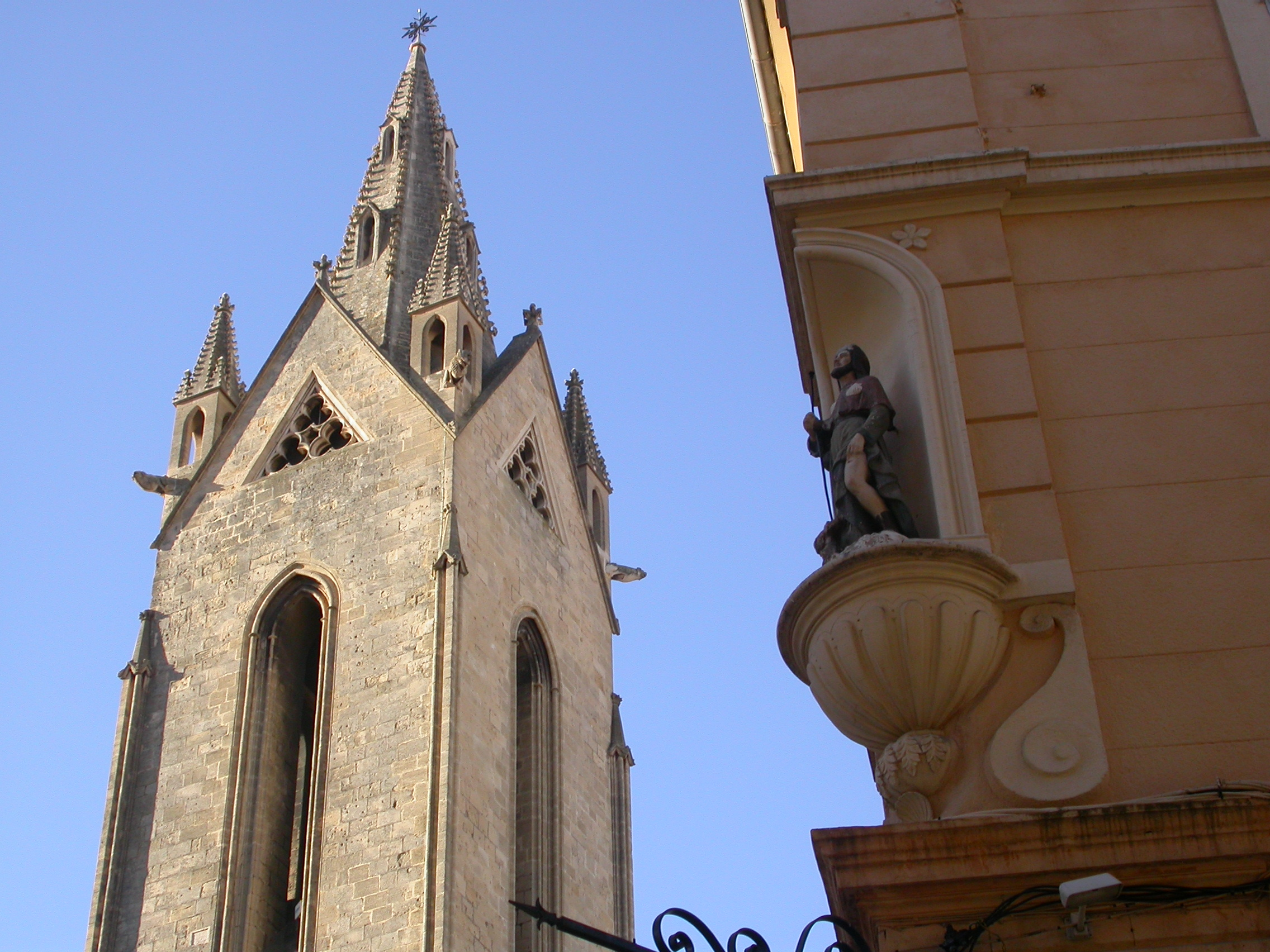
Oratoire rue d'Italie et clocher de l'église Saint-Jean de Malte

### Personnalités liées à la rue d'Italie
Le célèbre sculpteur Joseph Marius Ramus naquit dans la partie nord de cette rue. Le comte de Forbin, directeur des musées royaux, disait à son sujet: "Marseille a son illustre Puget, nous pensons avoir le nôtre dans ce jeune homme, s'il veut se donner de la peine !"